# Šassuratu
Šassuratu (auch schassuratu, SIG7-en-SIG7-šar) bezeichnet in der akkadischen Sprache die göttlichen Mutterleiber, die unter anderem im Atraḫasis-Epos sowie in Enki und Nammu für die Erschaffung des Menschen zuständig waren. In einer neuassyrischen Überlieferung des Atraḫasis-Epos heißt es: „Die weisen und wissenden (Frauen), sieben und sieben Mutterleiber: Sieben erschaffen Männer, sieben erschaffen Frauen.“
Aus älteren Quellen ist bekannt, dass Nintu als Mutter der Götter mit sieben Zwillingen schwanger war. In Enki und Nammu werden unter anderem die sieben tätigen Mutterleiber namentlich erwähnt: NIN-imma, Šuzianna, Ninmada, Ninšara, Ninbara, Ninmug und Dududuḫ. Einige der Mutterleiber-Göttinnen sind bereits in den Götterlisten aus Šuruppak belegt: DIGIRNIN-imma, auch als DIGIRNIN-SIG7, zeigt auffällige Ähnlichkeiten zur späteren DINGIRNIN-imin (Herrin der Siebengottheiten) und DINGIRNIN-nammu (Herrin von allem).